# J.J.P. van Boxtel

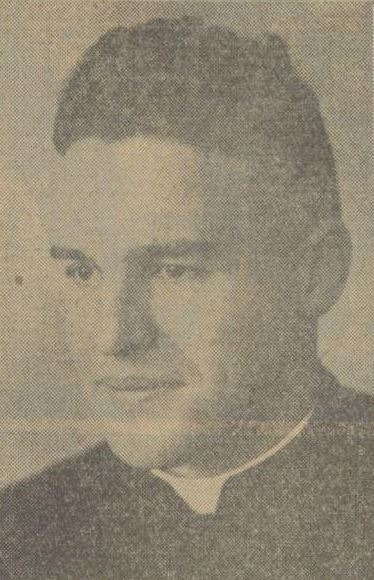
Van Boxtel in 1939

Joh (Johannes Jacobus Petrus) van Boxtel (Nijmegen, 5 februari 1911 – aldaar, 12 november 1972) was een Nederlandse hoogleraar in ethica, algemene sociologie en wijsgerige politiek.

## Leven en werk

### Personalia
Joh van Boxtel was de oudste van de negen kinderen van Jacobus van Boxtel eigenaar van het indertijd grootste stucadoordbedrijf in Nederland (1881-1961) en diens echtgenote Petronella (Nelly) Verschuren (1887-1962). Het gezin verhuisde na zijn geboorte naar Vught.

### Onderwijs
Middelbaar onderwijs genoot Van Boxtel aan het Kleinseminarie Beekvliet in Sint-Michielsgestel, waar hij een bijzondere voorliefde toonde voor Gregoriaanse zang. Na het kleinseminarie vervolgde hij zijn opleiding aan het Groot Seminarie te Haaren. Op 6 juni 1936 kreeg hij door bisschop Arnold Diepen het priesterschap toegediend. Daarna vertrok hij voor zijn academische opleiding in de filosofie naar het Nederlands College van het Angelicum te Rome, waar zijn studie in 1939 summa cum laude werd bekroond. Het daaropvolgende jaar voltooide hij zijn studie in Leuven. In de zomer van 1940 was Van Boxtel ruim een maand vervangend kapelaan in het Franse Libourne.

### Wetenschap
Van Boxtel werd in 1940 benoemd tot professor psychologie, ethica en sociale wijsbegeerte aan het Groot Seminarie te Haaren, een functie die hij behield tot 1952. Tijdens de oorlogsjaren bleef Van Boxtel studeren aan het Hoger Instituut voor Wijsbegeerte te Leuven, met name bij Louis de Raeymaeker (1895-1970). Hij promoveerde in 1947, wederom summa cum laude, aan het Angelicum op het proefschrift Metaphysiek van het goede. Een studie over de "Quaestiones de bono" van St. Thomas van Aquino in verband met de moderne waardephilosofie tot doctor in de filosofie.
In 1948 werd Van Boxtel aan de Katholieke Universiteit te Nijmegen benoemd tot lector in ethica. Bij het aanvaarden van dat ambt gaf hij op 15 oktober 1948 een openbare les Waarde-ethiek en zijnsleer. Vier jaar later, in 1952, werd hij benoemd tot hoogleraar in ethica, algemene sociologie en wijsgerige politiek. Hij hield zijn inaugurele rede op 27 november 1953 onder de titel Herstel der Liefde in de sociale wijsbegeerte. Buiten de studenten voor wie deze vakken verplicht waren, trokken Van Boxtels colleges door hun aard ook wel belangstelling van studenten uit andere richtingen.
Hij trad eenmaal – ter vervanging van hoogleraar kerkelijke sociografie G.H.L. Zeegers (1911-1988) – op als promotor, namelijk in 1958 voor de latere Utrechtse hoogleraar sociale en institutionele pedagogiek Mathieu Matthijssen (1925-2017).
Van Boxtel was lid van de redactieraad van Sociaal kompas, tweemaandelijks tijdschrift voor sociologie, sociografie, sociale psychologie en statistiek.

### Standpunten
Volgens Strasser kon Van Boxtel het na zijn studie, waarin hij grondig kennis had gemaakt met het werk van Thomas van Aquino, maar moeilijk verdragen dat in katholieke kringen meer en meer de aandacht begon uit te gaan naar hedendaagse filosofen. Dat betekende echter niet dat hij zich ongemoeid liet in actuele kwesties, waarin hij soms ferm en fel stelling nam. In de 'Kwestie Terruwe' stond hij openlijk aan de kant van Terruwe en Duynstee; in 1955 werd vanuit Rome een onderzoek ingesteld naar de invloed van Terruwe, Duynstee, J.A.J. Schellekens (1905-1969) en Van Boxtel op de studenten.
In maart 1968 namen Van Boxtel en vier andere Nijmeegse hoogleraren het in een brief aan minister Polak op voor hun Groningse collega Delfgaauw, die onder vuur was komen te liggen wegens zijn herformulering van de leuze 'Johnson moordenaar'. In de brief wordt betreurd dat de minister in zijn schrijven aan Groningen niet nader is ingegaan op het wezenlijke verschil tussen zakelijke kritiek en belediging, en "dat de minister uit de verworvenheden van een democratische samenleving gronden meent te kunnen putten tot terechtwijzing van docenten in de ethiek op een wijze die al te sterk herinnert aan de aanklacht tegen Socrates dat deze de jeugd zou bederven". Een maand later schreven de Nijmeegse en Groningse betrokkenen gezamenlijk een brief aan de Poolse ambassadeur, aangaande het ontslag van hoogleraren aan verschillende Poolse universiteiten.
Van Boxtel had in verschillende kwesties (bijvoorbeeld Nieuw-Guinea, het celibaat) telkens oog voor minderheidsstandpunten, waarbij hij rigide machtsuitoefening door de staat afwees. In een bespreking van zijn inaugurele rede (1953) werd al opgemerkt: "[Van Boxtel] wil het in Katholieke kring verstarde schema voor de behandeling van het sociale leven uitsluitend in de vorm van de werkzame maatschappij en de staat, doorbreken. Hij ziet het sociale in de mens veel dieper liggen, tot in 't moment waar de persoon zich zelf is en waar de liefde de sociale band tussen hen vormt."
Zijn sociale visie was doorlopend religieus-filosofisch van aard. Aansluitend bij Thomas van Aquino schrijft hij in 1964, in een bijdrage aan een vriendenboek voor kardinaal Alfrink, dat de mens wezenlijk van God is: "Men ziet niet goed in, dat met de mede-menselijkheid als zodanig de religieuze dimensie van de menselijke persoon volledig tot haar recht komt. De mens is wezenlijk gericht op het absolute. Pas het echt beleven van die gerichtheid maakt de mens tot een goed en waardig wezen."

### Overlijden
Van Boxtel overleed in de nacht van zaterdag 11 op zondag 12 november 1972. Hij was toen al geruime tijd ziek. Hij is begraven op de Algemene begraafplaats Jonkerbos aan de Winkelsteegseweg te Nijmegen.

### Publicaties
- 'Existentie en waarde in de eerste werken van de H. Thomas van Aquino', Tijdschrift voor philosophie, jaargang 10 (1948), p. 211-288
- 'Existentie en waarde in de latere werken van de H. Thomas van Aquino', Tijdschrift voor philosophie, jaargang 12 (1950), p. 59-133
- 'Metaphysiek van het wezen of metaphysiek van het zijn?', in: Zijnsleer en Godsbestaan, Brussel/Utrecht, Het Spectrum, 1951 (overdruk uit: Annalen van het Thijmgenootschap 39 (1951) 2)
- 'Socialisme en wijsbegeerte', Katholiek Staatkundig Maandschrift, jaargang 7, aug/sep [1953], nr. 6-7, p. 185-197
- 'Democratie en menselijke verhoudingen. Een poging tot wijsgerige begripsverheldering', in: Menselijke verhoudingen, Bussum, Paul Brand, 1955, p. 89-109 [publicatie van de Nationale Stichting Mens en samenleving te Utrecht]
- 'Socialisme en zedelijkheid', Katholiek Staatkundig Maandschrift, jaargang 9, maart 1955 – maart 1956, p. 8-14
- 'Nieuwe Nederlandse metaphysica' [bespreking van J. Peters, Metaphysica. Een systematisch overzicht], De Tijd, 12 maart 1957.
- 'Inleiding', in: Ontmoeting der geslachten, Utrecht/Antwerpen, Het Spectrum, 1959
- 'Moraal en gevoelsleven volgens Thomas van Aquino', Tijdschrift voor philosophie, jaargang 21 (1959), nr. 2, p. 277-293
- 'Moraal en affectiviteit. De positieve rol van het gevoelsleven in de moraal van Thomas van Aquino', in: De menselijke persoon in de christelijke moraal. Verslagboek van de priesterstudiedagen in het aartsbisdom Utrecht en het bisdom Groningen 1958, [Denekamp], Instituut tot voorlichting in de zielzorg in het aartsbisdom Utrecht en het bisdom Groningen, 1959
- 'Over het wezen van het huwelijk. Een inleiding in de wijsbegeerte van het huwelijk', in: Stephan Strasser, J.J.P. van Boxtel, Hein Ruygers, Huwelijk en sexualiteit, Utrecht/Antwerpen, Het Spectrum, 1961., p. 15-39
- 'In memoriam prof. dr. J.A.J. Peters c.s.s.r.', rede uitgesproken in de aula van de R.K. Universiteit maandag 9 oktober 1961, afgedrukt in Roeping, jaargang 37 (1961-1962), nr. 6, p. 297-301
- 'Geloof en wereld, een meesterlijke uiteenzetting' [uitgebreide bespreking van A. Dondeyne, Geloof en wereld, Patmos, Antwerpen, 1961], De Tijd De Maasbode, 3 februari 1962, p. 11 en p. 19
- 'Over de waardigheid van de mens', in: R.R. Post, W.K. Grossouw, H.M.M. Fortmann (red.), Vriendengave. Bernardus kardinaal Alfrink aangeboden bij gelegenheid van de veertigste verjaardag van zijn priesterwijding (Utrecht, Het Spectrum, 1964), p. 35-45
- 'St. Thomas en de lichamelijke opvoeding', in: Thomas. Maandblad voor lichamelijke opvoeding, (1975) 4, p. 126-129 [rede uit 1952, uitgegeven in het Jubileumnummer door de Katholieke vereniging van leerkrachten in de lichamelijke opvoeding, "St. Thomas van Aquino", december 1975]

### Over Joh. van Boxtel
- J. Peters CssR, 'Menslievende moraal. Bij het zilveren priesterfeest van prof. dr. J. J. P. van Boxtel', De Tijd De Maasbode, 7 juni 1961.
- Stephan Strasser, 'In Memoriam Prof. Dr. J.J.P. van Boxtel', in: Jaarverslag Katholieke Universiteit Nijmegen 1972-1973, Aanvulling sectie Sociologie, Nijmegen 1974, p. 3-15.